# Medientransparenz
Medientransparenz ist ein Begriff, mit dem verschiedene Möglichkeiten, wie und warum eine Information übermittelt wird, beschrieben werden.
Der Begriff ist ein Spezialfall der transparenten Politik. Wie bei der Verwendung in der Politik setzt Transparenz Offenheit und Verantwortlichkeit voraus und ist eine metaphorische Erweiterung eines Begriffs aus der Optik: Bei einem transparenten Objekt kann hindurchgesehen werden.

## Definition
In der Kommunikationswissenschaft sind Medien transparent, wenn:
- es zahlreiche, sich ergänzende, unabhängige und konkurrierende (im Sinn einer Suche nach dem besten Ergebnis) Informationsquellen gibt
- möglichst viel über die Art der Informationsgewinnung, -übertragung, -aufbereitung und -verbreitung bekannt ist
- die Finanzierung der Medienproduktion öffentlich einsehbar ist

Wesentliche, im Einzelfall allerdings nicht hinreichende Bestandteile transparenter Medien sind dokumentierte, frei zugängliche Quellen, offene Versammlungen, die Offenlegung von Bilanzen, das Informationsfreiheitsgesetz, Budgetprüfungen, Audits, Peer-Reviews etc.
Einige Organisationen und Netzwerke fordern, dass nicht nur allgemeine Informationen im Interesse der Gesellschaft frei zugänglich gemacht werden sollen, sondern dass alle (oder fast alle) Metaebenen und Entscheidungsfindungsprozesse veröffentlicht werden müssen („radikale Transparenz“). Beispiele für diese Form der Transparenz sind u. a. Wikipedia, die Projekte GNU/Linux und Indymedia.
Ziel ist es unter anderem, den Aufbau von Herrschaftswissen (und dessen Verfestigung) bereits strukturell zu unterbinden.

## Beispiele
Wenn eine Organisation (Körperschaft, Regierung, NPO u. a.) ein Meeting abhält, ist die Beratung für die Öffentlichkeit und die Presse frei zugänglich, unter anderem bei:
- Übertragungen im Radio
- Diskussionen im Fernsehen
- Berichten in Zeitungen
- Einträgen in Weblogs

Ein Meeting ist in der Regel transparent, da es für die Organisation weniger Möglichkeiten gibt, das System der Informationsübertragung für ihre eigenen Interessen zu missbrauchen. Dies setzt voraus, dass die Organisation keine Medien besitzt bzw. dass sie die Informationsübermittlung nicht anderweitig beeinflusst.

## Verwandte Themen
- Medienmanipulation: beinhaltet Methoden übertriebener oder unangebrachter Einmischung in die Medien, durch Finanzierungsquellen, persönliche oder organisatorische Vorurteile oder andere Einflussnahmen.
- Privatsphäre: enthält der Medienaufmerksamkeit zum Teil anonym beziehungsweise diskret Informationen vor, zum Beispiel aus militärischen oder gerichtlichen Gründen. Die Privatsphäre und die Transparenz haben jeweils ihre Vorteile. Die Privatsphäre kann eine Nachrichtenquelle vor Vergeltung schützen, die Zahl an Skandalaufdeckungen steigern, die nationale Sicherheit erhöhen und Ähnliches, aber übertriebene Privatsphäre kann zu politischer Korruption, Etatismus und Militärdiktatur führen.
- Meinungsfreiheit: wenn ein Zensurerlass eine Veröffentlichung in den Medien blockiert, wie in der Medienpolitik Silvio Berlusconis, wo Berlusconi zum Beispiel im Fall Raiot nach öffentlicher Kritik an seinem Medienimperiums in der Fernsehsendung RAIot eine Absetzung der Sendung erwirkte.
- Unterdrückung der Opposition: wenn ein mächtiger Kontrahent versucht, die andere Seite zum Schweigen zu bringen.